# Кривая официна
Кривая официна (Театральная официна)— памятник архитектуры XVIII века. Размещён по адресу пл. Тизенгауза 4. Старейшее здание среди музыкальных и театральных школ Речи Посполитой, и одно из старейших таких зданий в Центральной и Восточной Европе.

## История
Здание построено в период 60-х – 80-х годов XVIII века, как часть ансамбля главной пощади Городницы – пригорода Гродно. Надзор за работами по созданию ансамбля осуществлял Антоний Тизенгауз, хотя фактическим хозяином всего комплекса Городницы являлся король Станислав Август Понятовский.
Архитектором здания, по мнению специалистов, был королевский зодчий Мёзер.
 Считается, что участие в строительстве принимал и Джузеппе де Сакко. 
Здание подписано на плане Городницы 1780 года, как «театральная официна». Рядом, по адресу пл. Тизенгауза 5, размещается сохранившиеся здание «музыкальной официны». Это позволяет предположить, что оба дома были связаны в учебно-жилой комплекс, предназначенный для проживания и обучения различных артистов Тизенгауза.
Театрально-музыкальная школа на Городнице сформировалась уже в 70-х годах XVIII века. Преподавание музыки в Европе велось ещё в Средние века, однако специальные музыкальные школы даже во второй половине XVIII века были редкостью. Гродненская школа Тизенгауза была основана раньше, чем Парижская и Венская консерватории. На территории России в XVIII веке ещё не было специальных учебных заведения для преподавания музыки.
Уровень преподавания в школе Тизенгауза был достаточно высоким. Ученики осваивали клавишные, духовые и струнно-смычковые инструменты. В программу входили также пение, нотная грамота и теория музыки. Велось преподавание танца.
Преподавателями школы были скрипач Л. Ситанский, итальянские балетмейстеры - братья Петинетти и другие опытные артисты. Среди выпускников школы был и М. Рыминский, ставший в будущем одним из самых известных танцоров Варшавы.
После опалы Антония Тизенгауза в 1780 году, театрально-музыкальная школа была переведена в Поставы.
В период 40-50-х годов XIX века, Кривая официна была значительно перестроена. Частные владельцы здания сдавали его в аренду.

## Архитектура
Кривая официна изначально являлась двухэтажным зданием с мансардными помещениями под ломанной, барочной крышей. На уровне первого этажа помещалась арочная галерея, которая позднее была замурована.
В результате перестроек здание получило третий этаж. Сохранившийся главный фасад декорирован высокими дорическими пилястрами, филёнками и тягами. Окна первого этажа имеют обрамления с розетками и замками, окна второго - обрамления с сандриками, а окна третьего – простые обрамления. Фасад венчает аттик, в центральной части которого размещён овальная проём, с лепной гирляндой вокруг.
Задний фасад декорирован пилястрами, филёнками и тягами.
На втором этаже здания изначально были наиболее крупные помещения, которые, предположительно, использовали для представлений. Позднее планировка радикально изменена.
- Кривая официна
- Здание до перестройки в XIX веке.
- В 30-е годы XX века.